# Heinrich Krippel

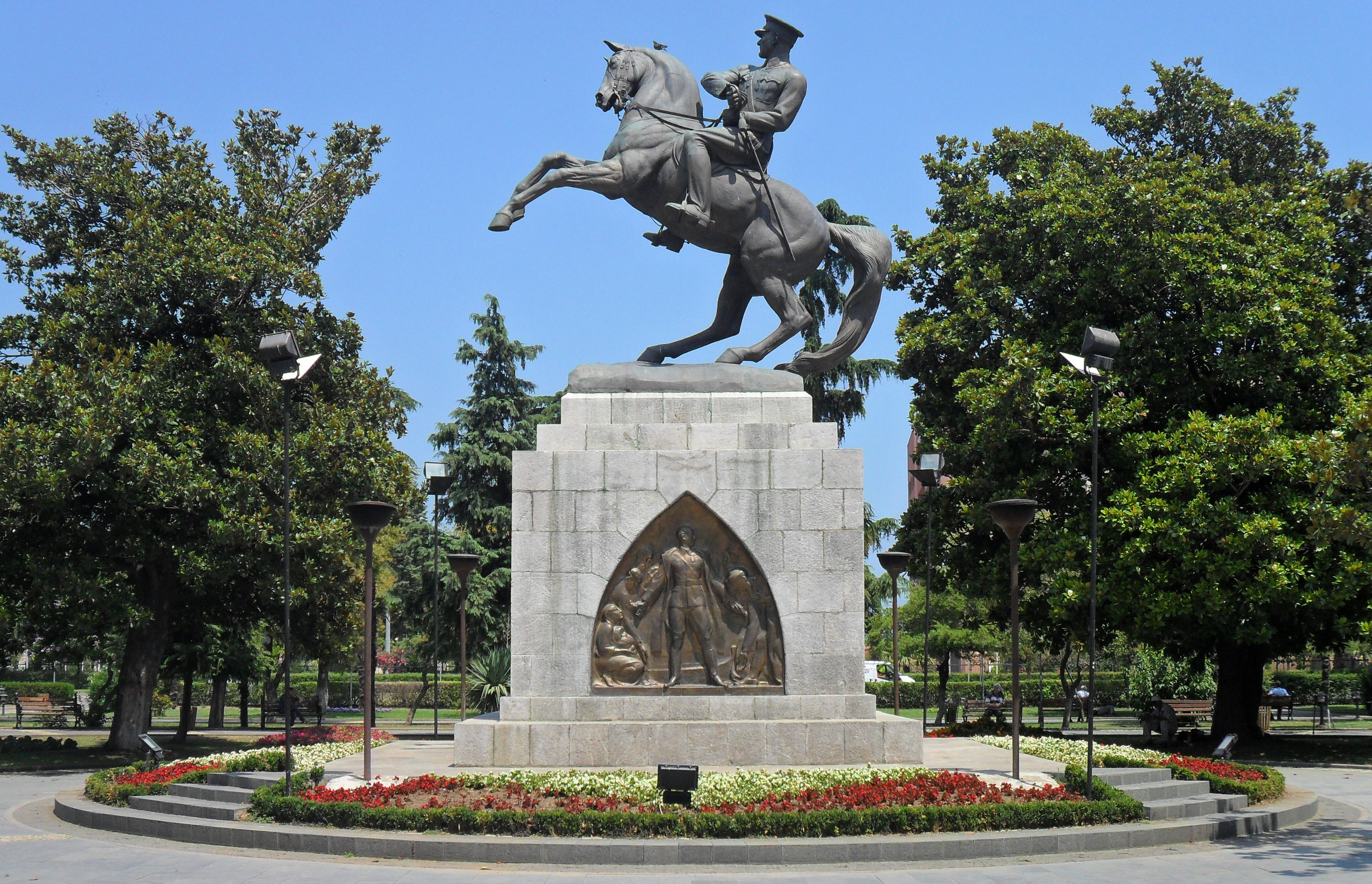
Reiterstandbild Atatürks, 1931, Samsun, heute Wahrzeichen der Stadt

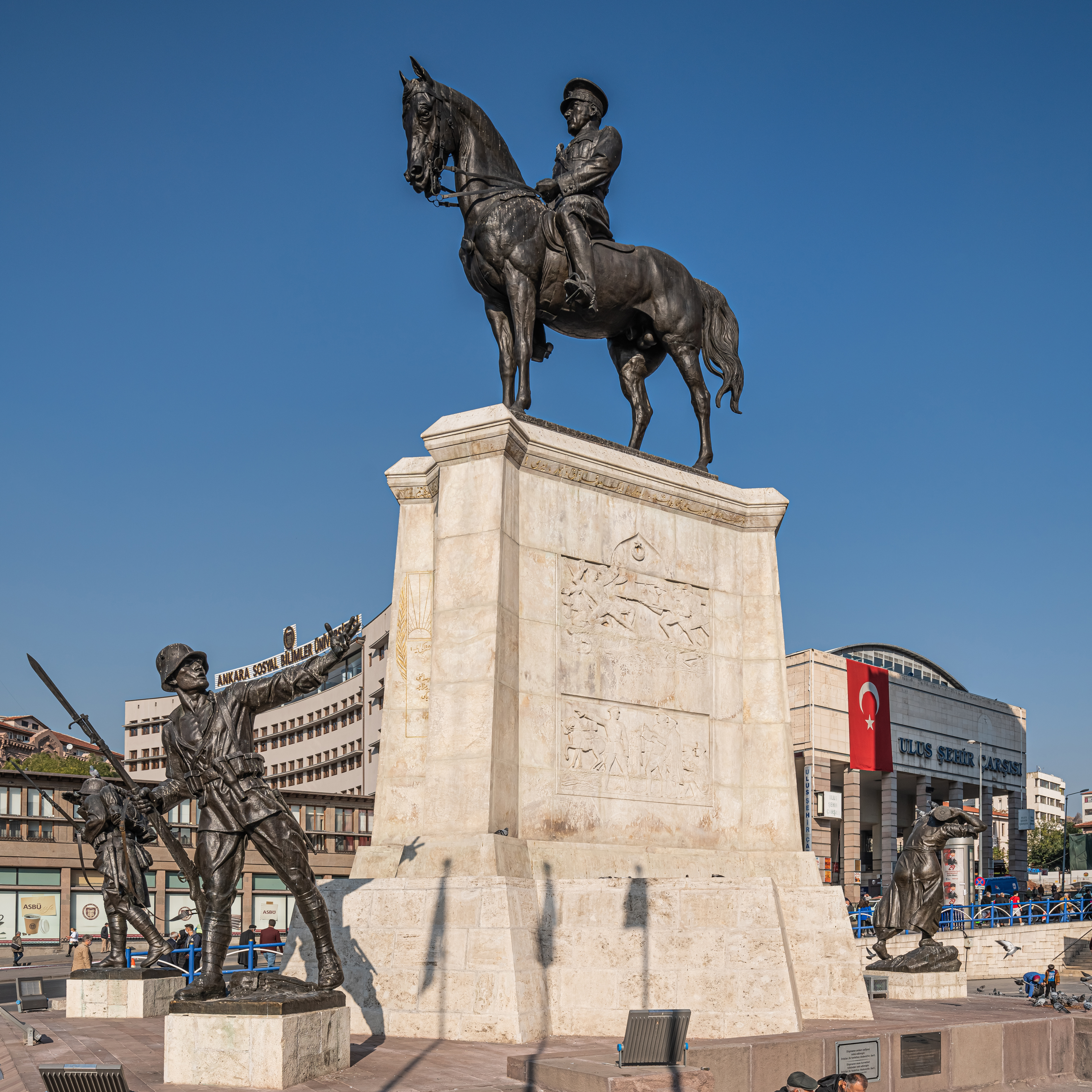
Das Siegesdenkmal in Ankara

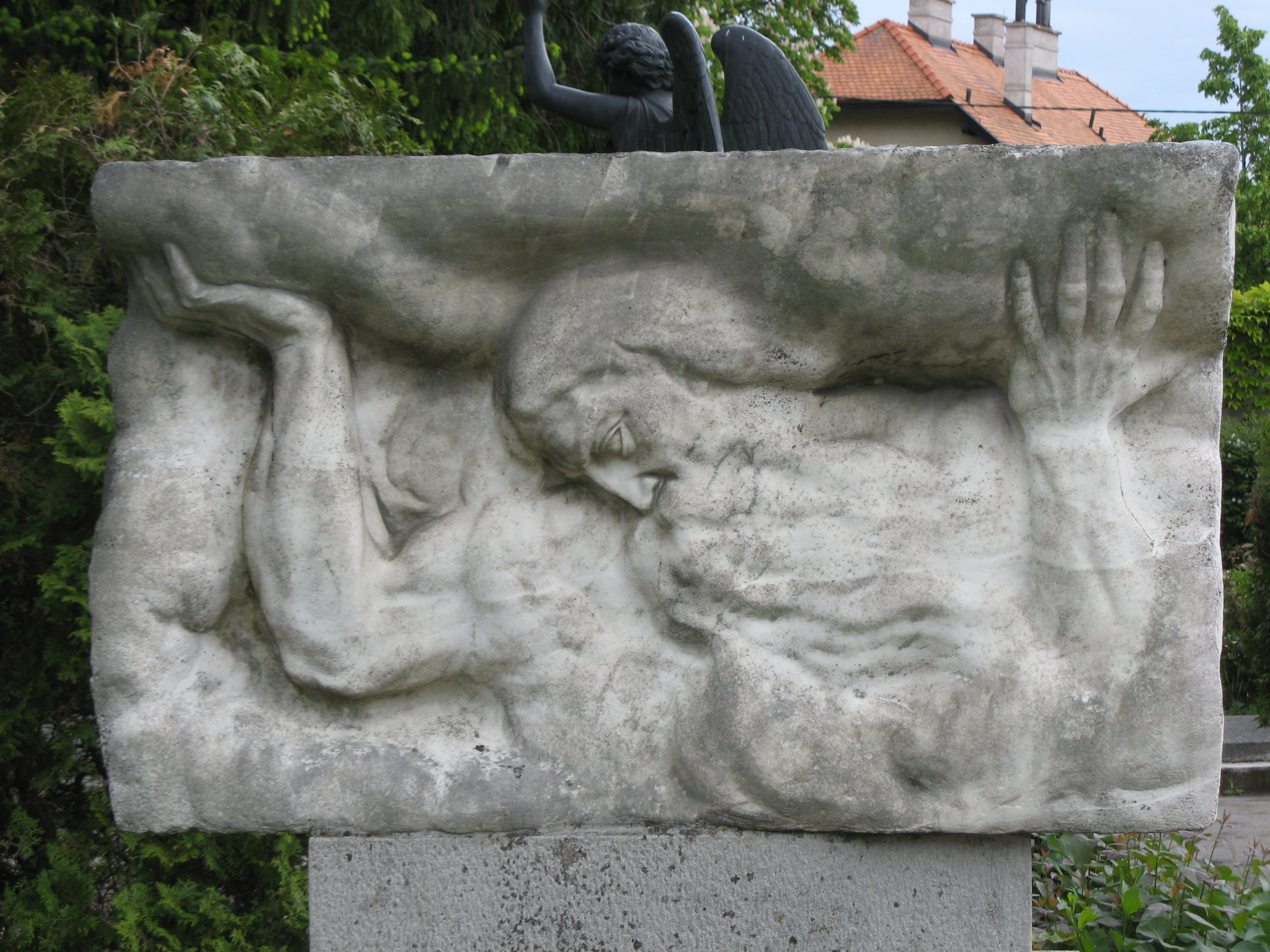
Grabmal mit Atlant, 1944, Wien-Hietzing

Heinrich Krippel (* 27. September 1883 in Wien; † 5. April 1945 ebenda) war ein österreichischer Bildhauer, der besonders durch seine monumentalen Darstellungen Mustafa Kemal Atatürks in der Türkei bekannt wurde.

## Leben
Krippel studierte von 1904 bis 1913 an der Wiener Kunstakademie bei Edmund von Hellmer und Hans Bitterlich. Schon früh wurde er ausgezeichnet: Am 21. Juli 1908 erhielt er die Goldene Fügermedaille der allgemeinen Bildhauerschule der Wiener Akademie; am 1. Juli 1912 als Schüler Edmund Hellmers den Dumba-Preis. Im Ersten Weltkrieg diente er als Artillerieoffizier. Am 14. August 1918 ersuchte er um Aufnahme in die Kunstgruppe des k.u.k. Kriegspressequartiers, wobei er in seinem Aufnahmegesuch seine künstlerische Laufbahn schilderte. Bis dahin hatte er noch keine Teilnahme an einer Ausstellung vorzuweisen.
Nach Kriegsende war Krippel selbständiger Bildhauer. Er schuf realistische Bildnisbüsten und Grabdenkmäler, so modellierte er u. a. die Skulpturen für ein Mausoleum in Siebenhirten bei Wien. Studienreisen führten ihn in weiterer Folge nach Griechenland und Italien.

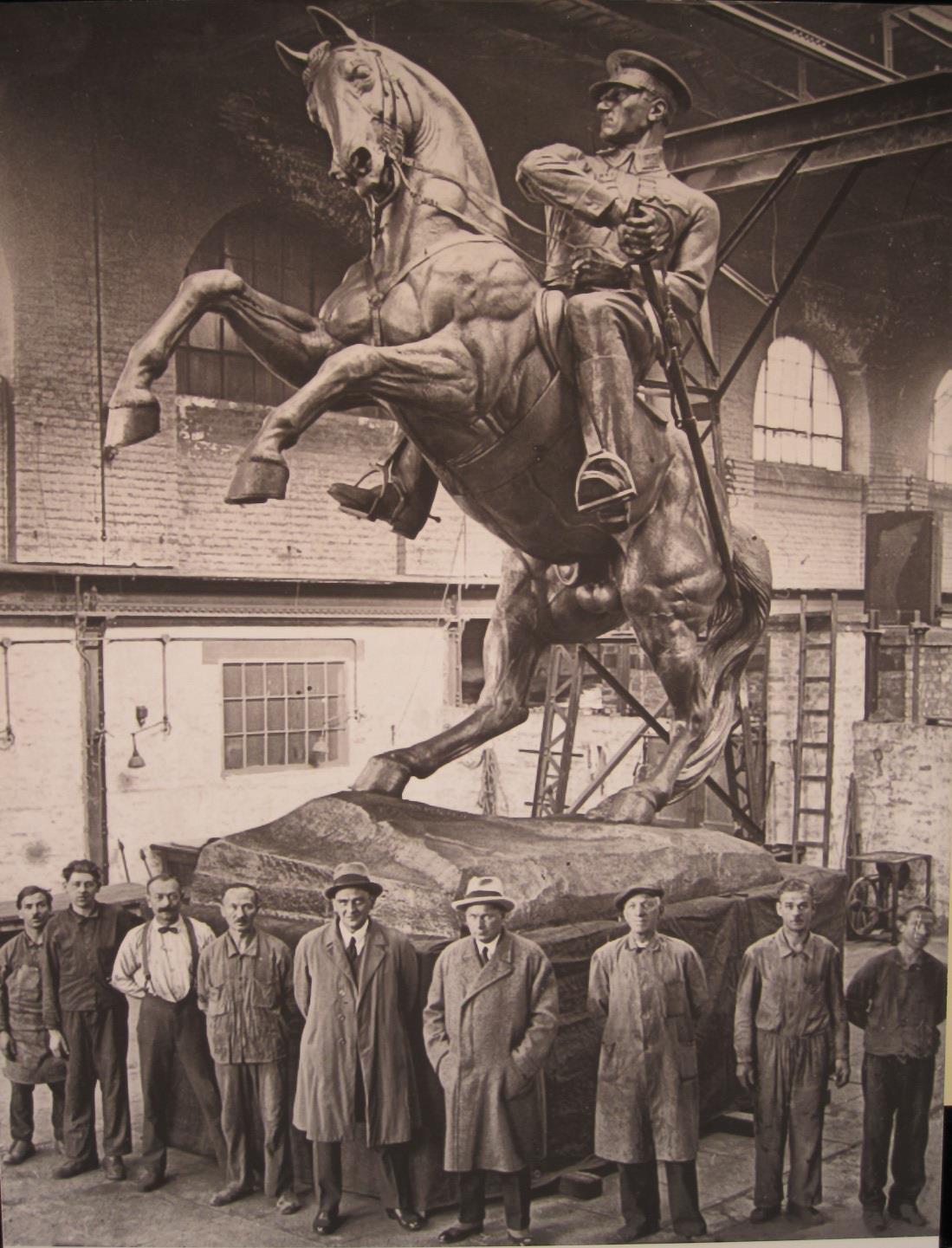
Heinrich Krippel bei der Erstellung der Reiterstatue für das „Onur Anıtı“ in Samsun

1925 gewann er einen internationalen Wettbewerb und arbeitete bis 1938 für die Regierung der Türkei. Er schuf neben dem Siegesdenkmal in Ankara, dem Zafer Anıtı, weitere Denkmäler in Istanbul, Konya, Samsun und Afyon, darunter Reiterstandbilder. Das bekannteste unter den Reiterstandbildern war jenes für Atatürk in Istanbul. Weitere österreichischen Künstler im Dienste der Türkei waren zu dieser Zeit Anton Hanak und Josef Thorak.
Für das Wiener Heeresgeschichtliche Museum schuf Krippel zwei Bildnisbüsten (August von Mackensen und Paul von Hindenburg), welche am 10. Jänner 1944 enthüllt wurden. Die Bildnisbüsten wurden anlässlich der Eröffnung der Sonderschau Kampfraum Südost des Chefs der Heeresmuseen vom Juni bis August 1944 im Heeresmuseum Wien durch den Oberbefehlshaber Südost Generalfeldmarschall Maximilian von Weichs in die Obhut des Heeresmuseums Wien übergeben.
Seine Nichten waren Elisabeth und Adelgunde Krippel.
Birol Kilic hat im Jahr 2023 im Neue Welt Verlag ein Buch über Heinrich Krippel mit dem Titel „Heinrich Krippel, Atatürks Bildhauer aus Wien“ veröffentlicht. Birol Kilic, Obmann der Türkischen Kulturgemeinde in Österreich, hat gemeinsam mit dem Neue-Welt-Verlag und der Neuen-Heimat-Zeitung  ein Denkmal auf dem Friedhof Ober St. Veit errichtet. Die Einweihung fand am 29. Oktober 2023 statt.

## Werke (Auszug)
- Reiterstandbild Kemal Atatürk, Ankara
- Reiterstandbild Kemal Atatürk, 1931, Samsun
- Bildnisbüste Paul von Hindenburg, 1942, Zamak-Legierung, 60 × 34 × 58 cm, Heeresgeschichtliches Museum, Wien
- Bildnisbüste Friedrich August von Mackensen, 1944, Gips, 58 × 32 × 58,5 cm, Heeresgeschichtliches Museum, Wien
- Grabmal mit Atlant, 1944, Ober Sankt Veiter Friedhof, Wien-Hietzing

## Literatur

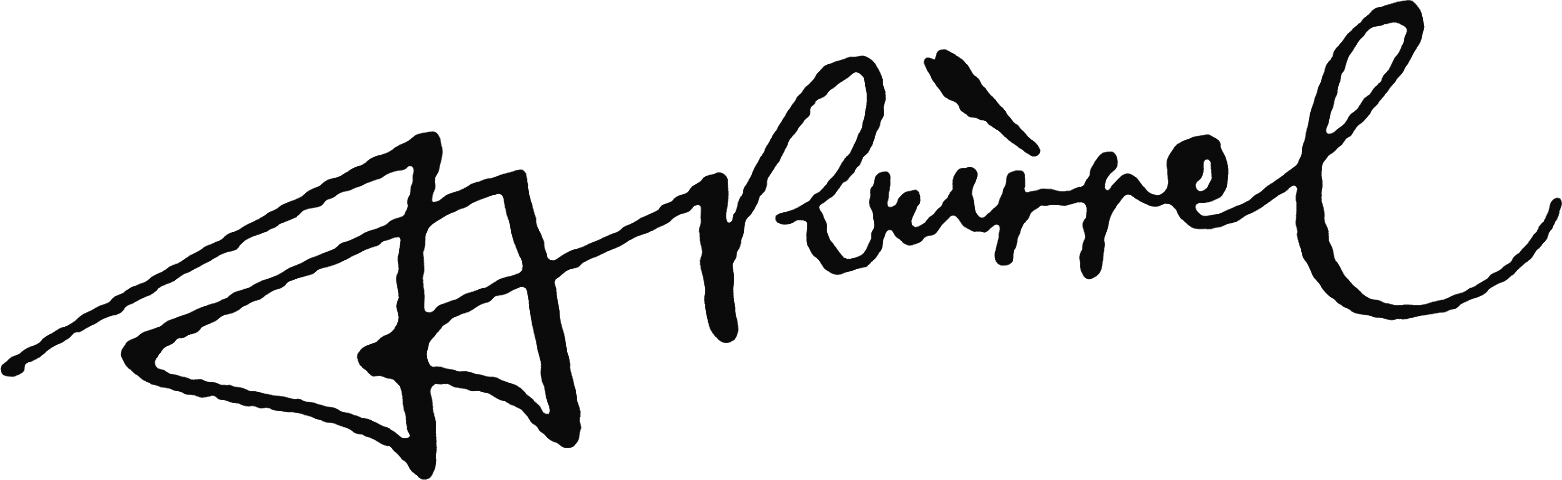
Unterschrift